# Resolució 1131 del Consell de Seguretat de les Nacions Unides
La Resolució 1131 del Consell de Seguretat de les Nacions Unides, adoptada per unanimitat el 29 de setembre de 1997 després de reafirmar totes les resolucions anteriors del Sàhara Occidental, el Consell va ampliar el mandat de la Missió de Nacions Unides pel Referèndum al Sàhara Occidental (MINURSO) fins al 20 d'octubre 1997.
La resolució va expressar la satisfacció que tant Marroc com el Front Polisario havien cooperat amb l'Enviat Personal del Secretari General de les Nacions Unides i van reiterar el seu compromís amb el Celebració d'un referèndum lliure i imparcial per a l'autodeterminació del poble del Sàhara Occidental.
El mandat de la MINURSO es va ampliar per preparar la represa del procés d'identificació dels votants potencials i permetre que els membres del Consell afectats consultessin amb les seves autoritats sobre l'ampliació proposada de l'operació. El Consell també va donar suport a la recomanació de Kofi Annan que la MINURSO es prorrogués fins al 20 d'abril de 1998 per continuar amb el procés d'identificació.